# James Mason (szachista)
James Mason (ur. 19 listopada 1849 w Kilkenny, zm. 12 stycznia 1905 w Rochford) – czołowy szachista XIX wieku, także pisarz oraz dziennikarz.
Mason to nazwisko rodziny adoptującej, prawdziwe nazwisko Masona nie jest znane. W 1861 rodzina Masonów przeniosła się do Stanów Zjednoczonych, tam poznał tajniki gry w szachy, pracując jednocześnie w poczytnej gazecie codziennej „New York Herald”. W 1876 osiągnął pierwszy wielki sukces, pokonując Henry'ego Birda 13-6. W 1878 wrócił do Europy, zajmując m.in. trzecie miejsce w silnie obsadzonym turnieju w Wiedniu (1882), a także dzielone drugie miejsce w Hamburgu (1885). W 1895 wziął udział w słynnym turnieju w Hastings, gdzie zajął dzielone 12-14. miejsce wśród 22 uczestników.
James Mason według retrospektywnego systemu rankingowego Chessmetrics w latach 1877 i 1878 zajmował pierwsze miejsce na świecie.